# Бета-тестування
Бета-тестування (англ. beta testing) або випробування — інтенсивне використання майже готової версії продукту (як правило, програмного або апаратного забезпечення) з метою виявлення максимального числа помилок в його роботі для їх подальшого усунення перед остаточним виходом (релізом) продукту на ринок, до масового споживача.
На відміну від альфа-тестування, що проводиться силами штатних розробників або тестувальників, бета-тестування передбачає залучення добровольців з числа звичайних майбутніх користувачів продукту, яким доступна згадана попередня версія продукту (так звана бета-версія). Рушієм таких добровольців (їх називають бета-тестерами) є цікавість до нового продукту — цікавість, заради задоволення якого вони цілком згодні миритися з можливістю випробувати наслідки ще не знайдених (а тому й не виправлених) помилок.
Крім того, бета-тестування може використовуватися як частина стратегії просування продукту на ринок (наприклад, безкоштовна роздача бета-версій дозволяє залучити увагу споживачів до остаточної дорогої версії продукту), а також для одержання попередніх відгуків про неї від широкого кола майбутніх користувачів.

## Українськомовна форма
Українські розробники[хто?] пропонують використовувати замість англомовної форми слово випроба. Слово відповідає процесові відкритого випробування певного продукту, є лаконічним і усталеним в українській академічній термінології ще 20-х років XX сторіччя. Щоправда, останнім часом не входило до вжитку.